# Bonifazio Asioli

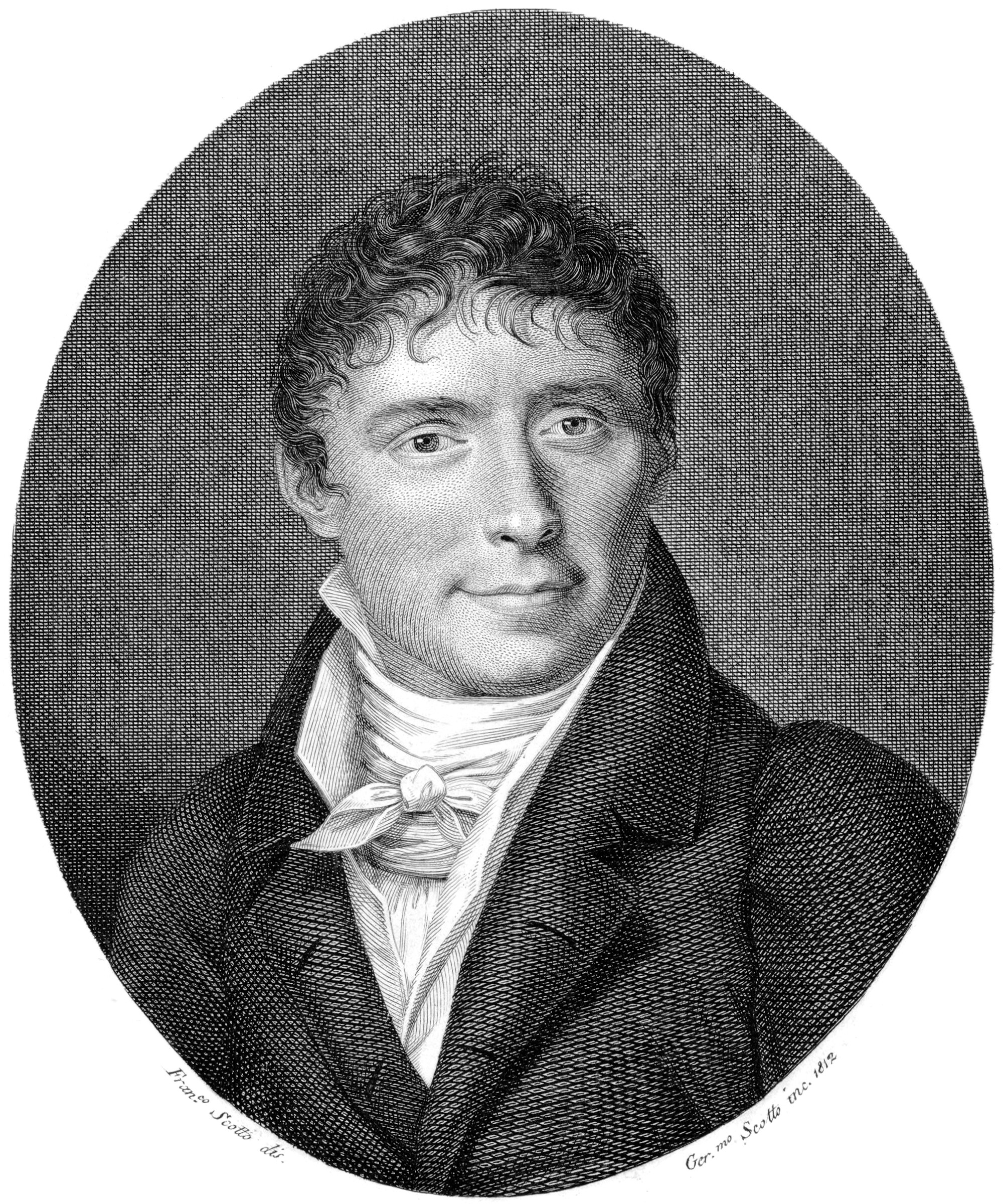
Bonifazio Asioli 1812.

Bonifazio Asioli, född den 30 augusti 1769 i Correggio, död där den 18 maj 1832, var en italiensk tonsättare.
Asioli komponerade redan vid 8 års ålder och blev, 13 år gammal, kapellmästare i sin hemstad. Efter att på olika tider ha uppehållit sig i Turin, Venedig och Milano, blev han 1801 inspektor för det nyinrättade konservatoriet i sistnämnda stad. År 1813 återvände Asioli till Correggio och stiftade där en musikskola. Hans kompositioner är av alla möjliga slag: mässor, kantater, duetter, sonetter (bland annat La campana di morte, "dödsklockan"), operor (Cinna med flera) samt alla arter av instrumentalverk. Berömda är även hans teoretiska arbeten, bland annat en sångskola.